# صوم أيام التشريق
صوم أيام التشريق من أنواع الصوم المنهي عنه في الإسلام، وأيام التشريق هي الأيام الثلاثة بعد يوم عيد الأضحى، وثبث في الأحاديث النبوية النهي عن صيام هذه الأيام الثلاثة، باعتبارها أيام أكل وشرب وذكر لله، وفي صحيح مسلم حديث: «أيام التشريق أيام أكل وشرب وذكر الله تعالي». وكونها أيام أكل وشرب أي: أنها ليست أياما للصوم فيها، وهي الأيام المعدودات التي ذكرت في القرآن وأمر الله فيها بالذكر لله قال تعالى: ﴿واذكروا الله في أيام معدودات﴾.
أيام التشريق هي الأيام الثلاثة التي بعد يوم النحر، وتسمى أيضا: أيام منى؛ لأن الحجاج يقيمون فيها بمني واليوم الأول منها يقال له: يوم القر بفتح القاف؛ لأن الحجاج يقرون فيه بمنى، واليوم الثاني: يوم النفر الأول؛ لأنه يجوز النفر فيه لمن تعجل، واليوم الثالث: يوم النفر الثاني. وسميت أيام التشريق لأن الحجاج يشرقون فيها لحوم الأضاحي والهدايا أي: ينشرونها ويقددونها وأيام التشريق هم الأيام المعدودات.

## أدلة النهي عن صيام أيام التشريق
من الأحاديث الدالة على النهي عن صوم أيام التشريق ما رواه مسلم في صحيحه: عن نبيشه، قال: «قال رسول الله ﷺ: "أيام التشريق أيام أكل وشرب وذكر الله تعالي"». وعن كعب بن مالك «أن النبي ﷺ بعثه وأنس من الحدثان أيام التشريق فنادى أنه لا يدخل الجنة إلا مؤمن، وأيام التشريق أيام أكل وشرب». وعن عقبة بن عامر قال: «قال رسول الله ﷺ: "يوم عرفة ويوم النحر وأيام التشريق عيدنا أهل الإسلام، وهي أيام أكل وشرب"». وعن عمرو بن العاص قال: «هذه الأيام التي كان رسول الله ﷺ يأمرنا بإفطارها وينهي عن صيامها» قال مالك هي أيام التشريق.

## للمتمتع
عن عائشة وابن عمر قالا: «لم يرخص في أيام التشريق أن يصمن إلا لمن لم يجد الهدى» وفي رواية للبخاري عنهما قالا: «الصيام لمن تمتع بالعمرة إلى الحج إلى يوم عرفة فإن لم يجد هديا ولم يصم صام أيام منى». قال النووي: «فالرواية الأولى مرفوعة إلى النبي ﷺ؛ لأنها بمنزلة قول الصحابي أمرنا بكذا ونهينا عن كذا ورخص لنا في كذا وكل هذا وشبهه مرفوع إلى رسول الله ﷺ بمنزلة قوله قال ﷺ كذا، وقد سبق بيان هذا في مقدمة هذا الشرح ثم في مواضع».

## حكم صوم أيام التشريق
صوم أيام التشريق الثلاثة من أنواع الصوم المنهي عنه حيث دلت النصوص على ذلك، قال أبو إسحاق الشيرازي في المهذب: «ولا يجوز أن يصوم أيام التشريق صوما غير صوم التمتع فإن صام لم يصح صومه». وقد ذكر النووي مذاهب العلماء في صوم أيام التشريق، وفي كلامه: قول الشافعي في الجديد أنه لا يصح فيها صوم، وفي القديم صحته لمتمتع لم يجد الهدى، والأصح عند الشافعية هو: قول الشافعي في الجديد، وهو تحريم صوم أيام التشريق مطلقا للمتمتع ولغيره، وعدم صحة صومها. وممن قال به من السلف العلماء بامتناع صومها للمتمتع ولغيره: على بن أبى طالب وأبي حنيفة وداود وابن المنذر وهو أصح الروايتين عن أحمد وحكي ابن المنذر جواز صومها للمتمتع وغيره عن الزبير بن العوام وابن عمر وابن سيرين وقال ابن عمر وعائشة والأوزاعي ومالك وأحمد وإسحاق في رواية عنه يجوز للمتمتع صومها. قال النووي في المجموع: «واعلم أن الأصح عند الأصحاب هو القول الجديد: أنها لا يصح فيها صوم أصلا لا للمتمتع ولا لغيره، والأرجح في الدليل صحتها للمتمتع وجوازها له؛ لأن الحديث في الترخيص له صحيح كما بيناه وهو صريح في ذلك فلا عدول عنه».